# Caronno Pertusella
Caronno Pertusella (lombardul: Caron e Pertüsela) település Olaszországban, Varese megyében. Lakosainak száma 18 133 fő (2023. január 1.). Caronno Pertusella Garbagnate Milanese, Lainate, Origgio, Saronno, Solaro és Cesate községekkel határos.

## Népesség
A település népességének változása:
| Lakosok száma | 17 713 | 17 775 | 18 133 |
|               | 2017   | 2018   | 2023   |